# Garza González
Garza González är en ort i Mexiko.   Den ligger i kommunen Los Ramones och delstaten Nuevo León, i den centrala delen av landet, 700 km norr om huvudstaden Mexico City. Garza González ligger 204 meter över havet och antalet invånare är 218.
Terrängen runt Garza González är platt. Runt Garza González är det mycket glesbefolkat, med 5 invånare per kvadratkilometer. Närmaste större samhälle är Hidalgo, 3,0 km norr om Garza González. Omgivningarna runt Garza González är en mosaik av jordbruksmark och naturlig växtlighet.